# Alstroemeria pulchella
Alstroemeria pulchella là một loài thực vật có hoa trong họ Alstroemeriaceae. Loài này được L.f. miêu tả khoa học đầu tiên năm 1782.